# Hippopsicon cribricolle
Hippopsicon cribricolle là một loài bọ cánh cứng trong họ Cerambycidae.